# أنتي توميتش
أنتي توميتش (بالكرواتية: Ante Tomić)‏ مواليد 17 فبراير 1987، هو لاعب كرة سلة كرواتي يلعب مع فريق جوفينتوت بادالونا. يبلغ طوله 7 قدم 1.5 بوصة (2.2 م).

## الميداليات
| الميدالية | المسابقة                                     |
| --------- | -------------------------------------------- |
| ذهبية     | كرة السلة في ألعاب البحر الأبيض المتوسط 2009 |

## روابط خارجية
- أنتي توميتش على موقع الاتحاد الدولي لكرة السلة (الإنجليزية)
- أنتي توميتش على موقع الدوري الأوروبي لكرة السلة (الإنجليزية)
- أنتي توميتش على موقع سبورتس رفرنس (الإنجليزية)
- أنتي توميتش على موقع الدوري الإسباني لكرة السلة (الإسبانية)
- أنتي توميتش على موقع كرة السلة الأوروبية.كوم (الإنجليزية)
- أنتي توميتش على موقع DraftExpress.com (الإنجليزية)
- أنتي توميتش على موقع ريلجم (الإنجليزية)
- أنتي توميتش على موقع بروبوليرز (الإنجليزية)
- أنتي توميتش على موقع سبورتس رفرنس (الإنجليزية)